# Toros (canal de televisión)
Toros fue un canal de televisión por suscripción español centrado exclusivamente en la tauromaquia, propiedad de Telefónica.
Emitía en Movistar Plus en España, en Movistar TV en Perú y en MEO, NOS en Portugal y Movistar TV (Latinoamérica).

## Historia
Canal+ Toros comenzó sus emisiones el 9 de marzo de 2011. Su programación está enfocada a la emisión de ferias taurinas en directo (Feria de San Isidro, Feria de Sevilla, Feria de Fallas de Valencia, Feria de Bilbao, Feria de Otoño, Feria del Toro de San Fermín, etc.), complementada con programas especializados (El kikirikí, 68 pasos), informativos, tertulias, entrevistas, reportajes y documentales.
Todos los días sin excepciones a las 19:00 horas (hora España peninsular) emitían una corrida de toros bien en directo (Feria de San Isidro, Feria de Sevilla, Feria de Fallas de Valencia, Feria de Bilbao, Feria de Otoño, Feria del Toro de San Fermín, etc.) o en diferido (México, Perú…)
A partir del 1 de agosto de 2016, cumpliendo un año de la plataforma, pasó a denominarse Toros TV, eliminando la marca Canal+ para así no pagar los derechos a Vivendi. Esto también contrajo una nueva identidad visual de la plataforma y del mismo canal.
El 23 de febrero de 2017, el canal pasó a denominarse simplemente Toros.
El 23 de marzo de 2023, el canal cesó sus emisiones en España tras perder los derechos de la mayoría de ferias taurinas. Su frecuencia pasó a ocuparla Golf 2 por M+.

## Señal en alta definición
Durante las ferias más importantes, la plataforma habilitaba temporalmente una versión HD (alta definición) de la cadena original denominada Toros HD, pero desde la fusión con Movistar TV la señal era permanente. 

## One Toro TV
One Toro TV es una aplicación móvil de streaming, lanzado en marzo de 2023 con la que sus contenidos son accesibles en todo el mundo. Se puede visualizar novedades y las principales ferias de la temporada en lugares donde, hasta ahora, el canal no era accesible. OneToro TV es una nueva plataforma que emite en directo todos los festejos de primera categoría a nivel mundial.
Onetoro TV es la aplicación para acceder al canal premium Onetoro TV, editado en España con las mejores Ferias de toros del circuito internacional: Sevilla, Madrid, Valencia, Nimes, Arles, Béziers, México, Colombia, Ecuador o Perú. Cada año retransmisiones en más de 50 plazas de todo el mundo. La programación se complementa con programas de actualidad y especiales sobre el mundo de los toreros y ganaderías realizado por expertos taurinos y periodistas de primera categoría. Los contenidos se presentan a través de un Canal TV en directo donde se emiten las retransmisiones de las corridas, y se complementa con el acceso a un catálogo de Onetoro TV Videos (video on demand) con diferentes secciones: Ferias, Toreros y Ganaderías, programas de actualidad y especiales cubriendo el arco más amplio de programación sobre los Onetoro TV.

## Imagen

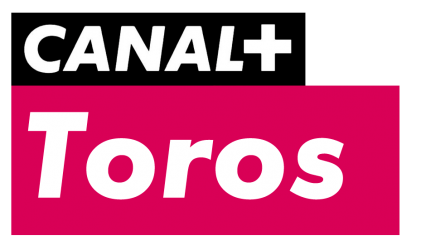
Logotipo usado entre 2011 y 2016
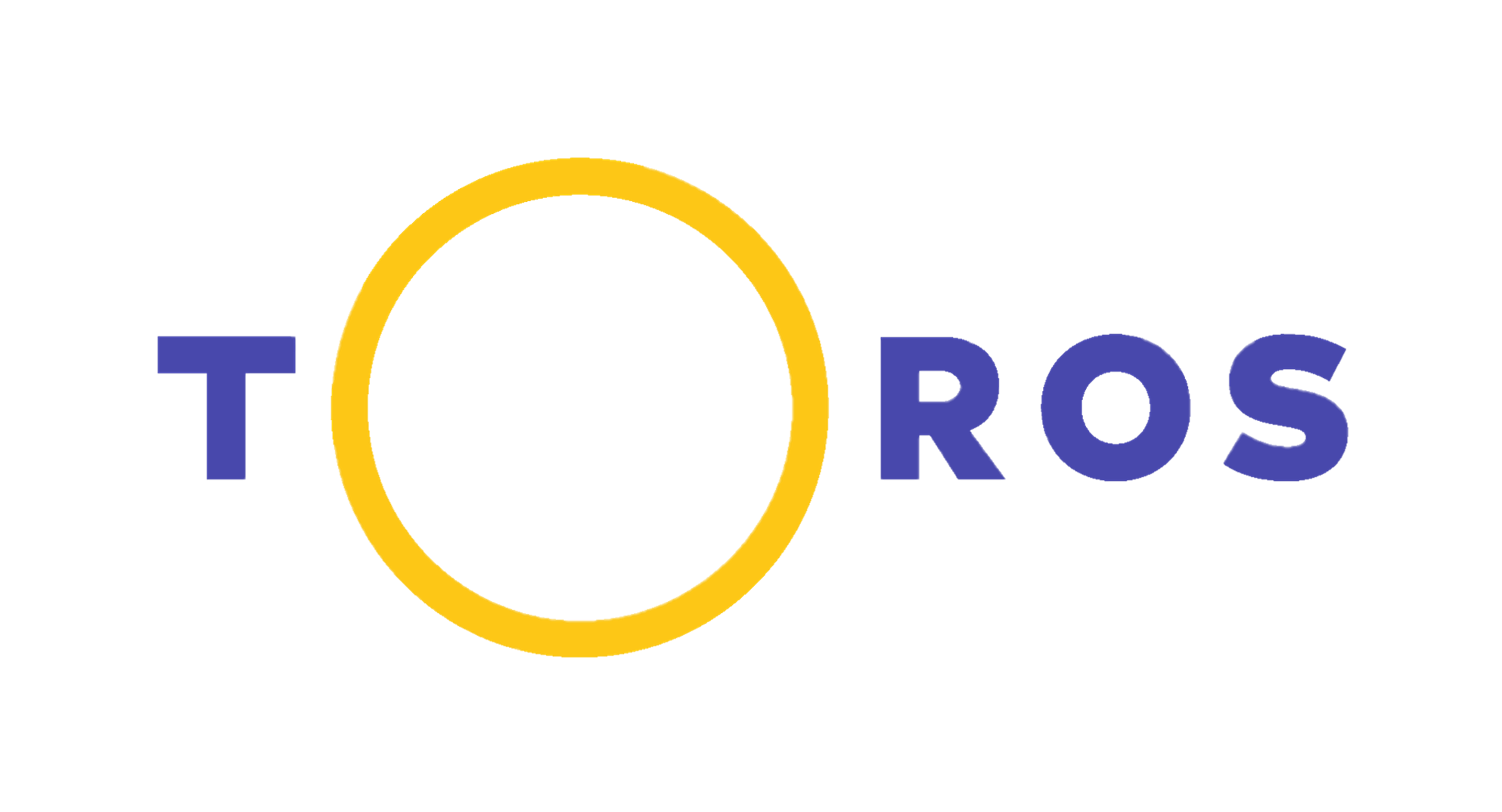
Logotipo usado entre 2017 y 2023.